# Ion Simeon Purec
Ion Simeon Purec (n. 15 martie 1950

) este un senator român, ales în 2012 pe listele PP-DD. În ianuarie 2014, Ion Simeon Purec a demisionat din PP-DD și s-a înscris în UNPR. În 2016, Ion Simeon Purec a demisionat din UNPR.